# 獣医さん、事件ですよ
『獣医さん、事件ですよ』（じゅういさん じけんですよ）は、2014年7月3日から9月18日まで毎週木曜日23:59 - 翌0:54に、読売テレビ制作・日本テレビ系の「木曜ドラマ」枠で放送された日本のテレビドラマ。主演の陣内孝則は2003年から2007年に放送された『菊次郎とさき』（テレビ朝日）以来7年ぶりの連続ドラマ主演作となる。また吉本実憂は本作が連続ドラマ初出演となる。
東京・狛江で動物病院を営む“シバケン”こと獣医・柴健太郎がペットの飼い主やその家族たちの問題を解決していく人情ドラマ。『男はつらいよ』を彷彿させるストーリー展開となっており、毎回女性ゲストが健太郎の“マドンナ”役で出演するのも本作の特徴である。

## キャスト

### 柴動物病院
柴 健太郎（しば けんたろう）〈51〉
演 - 陣内孝則（少年期：若林翔）
院長。愛称は「シバケン」。「平成の寅さん」とも呼ばれる。日菜子の実母・菜々子とは幼馴染。
女性には弱く、困っている人がいれば放っておけない人情的な性格で動物のことになると熱くなり、動物の扱いが雑な人間には女性だろうと一喝する。老若男女から好かれているがしつこいところもあり、「うざい」と思われることもあるがその際は「うざくて上等」と相手に返す。結婚式当日に花嫁を連れ去らわれるという過去があり、そのトラウマを埋めるべく次から次へと女性に一目ぼれし、好きになっていく。
幼少時代から柴動物病院に犬を預けるなど縁があった。ある日、旅行に行く際に犬を預けようとしたら別れが恋しくなり離れがたくなり、車で待機していた両親が事故に巻き込まれ亡くなってしまう。親を亡くしたことで柴家の養子に入る。その経験からか、親子が離れ離れになることに抵抗がある。
柴 日菜子（しば ひなこ）〈17〉
演 - 吉本実憂（乳児期：黒岩志帆 / 幼少期：保榮茂愛）
健太郎の娘として育てられるが、養女で血縁関係はない。父の暴走を止める役割を担う。困っている人がいると放っておけない、おせっかいな所は健太郎譲りである。
当初はコンビニでアルバイトをしていたが後に柴動物病院を手伝うようになり、最終的には獣医になることを決断し、獣医学部を目指すあいだ看護師見習いとして働き始める。
日菜子は実母・菜々子と妻帯者の男性との間に不倫の末生まれた非嫡出子（庶子）で、実父から認知されていないので私生児である。不倫相手の妻からの執拗な嫌がらせから守る為に健太郎に預けられた。
柴 英恵（しば はなえ）〈72〉
演 - 野際陽子（少女期：江守沙矢）
動物看護師で金庫番。健太郎の母だが、息子との血縁関係はない。どケチで壁に貼ってある世界地図の裏にへそくりの通帳を隠していたり、健太郎が小学校時代に箱根で買ったコップを未だに使っている。
過去にベルナールの父とパリで出会い、恋に落ちるが振られてしまう。帰国後失恋の痛手から自暴自棄に陥り、自殺しようとしたところを助けたのが柴一生だった。その後、一生のしつこいプロポーズに心が折れて結婚に至った。
玉木 慎也（たまき しんや）〈25〉
演 - 牧田哲也（幼少期：間中斗環）
柴動物病院きってのイケメン獣医。健太郎からは「タマ」と呼ばれる。非常勤獣医。
健太郎とよく飲む仲でキャバクラにも連れていかれる。映画は恋愛映画しか見ない。健太郎が女性がらみで病院をあけるときは大抵病院を任せられている。現在は実家で飼っていたジャックラッセルテリアのモモと住んでいる。
実は母と作家・長谷川完の間にできた不倫の子で父・一也とは血の繋がりはない。その理由で姉・由紀とは10歳以上も年が離れている。獣医を志したのは姉が獣医に向いていると言った一言がきっかけだった。
柴 一生
演 - 宮川一朗太（青年期：土井翔平）
前院長。他界。
ねぎま
演 - レイチェル
メスのブルドッグ。柴動物病院で預かることになった飼い主不明の犬。本当の名前はジェセフィーヌで飼い主は菜々子。小清水が菜々子と日菜子を引き合わせるためにわざと動物病院前に置き去りにした。

### ゲスト
複数話・単話登場の場合は演者名の横の括弧（）内に表記。
第1話
- 浅野 瞳（ピーチの飼主） - 釈由美子
- 浅野 葵（瞳の娘） - 本田望結（第5話）
- 山崎 文彦（瞳の元夫） - 伊東孝明
- 恵子（亜里沙の母） - 棟里佳
- 亜里沙（ゴンタの飼主・日菜子の友達） - 小川あん

第2話
- 田村 絹代（コテツの飼主） - 木野花
- 田村 絵美（絹代の義娘） - 浅見れいな
- 星山（シバケンの飲み仲間） - 斉藤陽一郎（第5話 - 第6話・最終話）
- 田村 一馬（田村家長男） - 小手伸也
- 田村 誠二（田村家次男・絵美の夫） - 三上浩
- 松原（絹代の遺言執行者） - 神崎孝一郎
- 伊藤 美沙（星山の元婚約者） - 太宰美緒

第3話
- 高城 江里子（チョコ、グミの飼主） - 笛木優子
- 谷本 勉三（高城の同期・CM制作アシスタント） - 山崎樹範
- 磯崎 秀樹（高城の元上司・CMプランナー） - 敦士
- 近藤 秋人（CM制作スタッフ） - 今野哲治
- 上倉 優（高城の部下） - 藤岡沙也香

第4話
- 小泉 里奈（シロの飼主） - 雛形あきこ
- 小泉 茂徳（里奈の父・病院経営者） - 西田健
- 山中 裕樹（レストランオーナー） - 森宮隆

第5話
- 山本 麗子（和泉ヶ丘小学校教師） - 相田翔子
- 真田 雄一（麗子の同僚教師） - 柳下大（小学生時代：寺井大治）
- 真田 陽子（真田の母） - 和泉ちぬ

第6話
- リンダ / 山本 晴子（キャバクラ嬢） - 酒井若菜
- 山本 寛人（クーの拾主・晴子の息子） - 五十嵐陽向
- 柿沢 和樹（晴子の婚約者・外科医） - 金子裕
- 桐山（リンダの客） - 河野洋一郎
- 藤本 香苗（晴子の叔母） - 鈴木千秋
- セリナ（キャバクラ嬢） - 清水ゆう子
- なるみ（キャバクラ嬢） - 早津愛香

第7話
- 栗原 渚（竜太の叔母） - 田中律子
- 槙 竜太（日菜子の友達） - 平岡拓真
- 槙 源太（竜太の父） - 四方堂亘
- 槙 玲子（竜太の継母） - 松永玲子

第8話
- 浜名 リカ（マドレーヌの飼主・女優） - 井上和香
- アラン・アキオ・ベルナール（映画監督） - 宍戸開
- 佐々木 省吾（スカイテレビディレクター） - 湯江健幸
- 原田 圭太（スカイテレビAD） - ヤマサキヨシヤ

第9話
- 玉木 由紀（玉木の姉・占い師） - 南野陽子（少女期：辻本瑞貴）
- 玉木 一也（玉木の父） - 寺田農
- 遠藤 竜二（由紀の共同経営者） - 谷田歩
- 長谷川 完（小説家） - 島隆一

第10話
- 水沢 塔子（移動動物園園長） - 石野真子
- 椎名 秀政（チンパンジー学習塾経営者） - 猪野学
- 辰夫（漁師） - ガッツ石松
- 涼子（移動動物園飼育員） - 斎藤ナツ子
- 永井 彰（移動動物園飼育員） - 小林旭
- 茂三（ビルオーナー） - 巻島康一

第11話
- 大倉 美波（美貴の母） - 清水美沙
- 高梨 創也（美貴の父・美波の元夫） - 前川泰之
- 大倉 美貴（ペロの元飼主） - 大野百花（幼少期：小杉ゆん）
- 村岡（中学校教師） - 松山尚子

最終話
- 佐倉 菜々子（日菜子の実母・ねぎまの元飼主） - 浅野ゆう子（青年期：上杉美浩）
- 小清水 洋二（菜々子の婚約者・コシミズ靴店店主） - モト冬樹

## スタッフ
- 脚本 - 田辺満、根本ノンジ、久松真一、いとう斗士八
- 音楽 - 得田真裕
- 監督 - 池澤辰也、村松弘之、伊藤大輔
- 主題歌 - GENERATIONS from EXILE TRIBE「Always with you」（rhythm zone）
- 助監督 - 伊藤大輔、坂本栄隆
- タイトル - 岡野正広
- サウンドデザイン - 近藤隆史
- 医療監修 - 原大二郎、原田淳子、吉田尚子（獣徳会動物医療センター）
- アニマルトレーナー - 坂本紀江、伊賀弘明、村上円、久保玲衣奈（湘南動物プロダクション）
- フードコーディネイト - はらゆうこ
- キャスティング協力 - 高柳亮博
- 技術協力 - ビデオフォーカス、Kカンパニー
- 美術協力 - 山崎美術
- 照明協力 - ラ・ルーチェ
- 音響効果 - スポット
- 番組宣伝 - 今村紀彦、神松一三、藤生朋子（ytv）
- ホームページ - 服部塁（ytv）
- チーフプロデューサー - 木谷俊樹（ytv）
- プロデューサー - 西川義嗣（ytv） / 山田大作、竹中美保（オスカープロ）
- 制作協力 - オスカープロモーション
- 制作著作 - 読売テレビ

## 放送日程
| 各話                                                      | 放送日  | サブタイトル                               | 脚本            | 監督     |
| --------------------------------------------------------- | ------- | ------------------------------------------ | --------------- | -------- |
| 第1話                                                     | 7月03日 | 陣内孝則が人助け!                          | 田辺満          | 池澤辰也 |
| 第2話                                                     | 7月10日 | 愛犬に遺産20億の鬼姑                       | 根本ノンジ      | 村松弘之 |
| 第3話                                                     | 7月17日 | 奪われた花嫁&花婿!?                        | 田辺満          | 池澤辰也 |
| 第4話                                                     | 7月24日 | 冷酷父が絶縁娘に感涙                       | 根本ノンジ      | 池澤辰也 |
| 第5話                                                     | 7月31日 | 不幸呼ぶ伝説の女教師                       | 根本ノンジ      | 池澤辰也 |
| 第6話                                                     | 8月07日 | 子供手離すキャバ嬢母                       | 田辺満          | 村松弘之 |
| 第7話                                                     | 8月14日 | 冷酷継母とダメ父から同級生救え             | 久松真一 田辺満 | 村松弘之 |
| 第8話                                                     | 8月21日 | 体売る落ちぶれ女優に養母が一撃             | 田辺満          | 村松弘之 |
| 第9話                                                     | 8月28日 | 遺産目当ての占い師姉が弟のため母の不倫清算 | 根本ノンジ      | 村松弘之 |
| 第10話                                                    | 9月04日 | 悪徳社長と苦情に悩む動物園守れ             | 田辺満          | 池澤辰也 |
| 第11話                                                    | 9月11日 | 引き裂かれた家族! 娘と愛犬救え             | いとう斗士八    | 伊藤大輔 |
| 最終話                                                    | 9月18日 | 娘を捨てた母登場 涙の別れ                  | 田辺満          | 村松弘之 |
| 平均視聴率 4.0%（視聴率は関東地区・ビデオリサーチ社調べ） |         |                                            |                 |          |